# Shelayna Oskan-Clarke
Shelayna Oskan-Clarke (née le 20 janvier 1990 à Londres) est une athlète britannique, spécialiste du 800 mètres.

## Biographie
Le 4 mars 2018, Shelayna Oskan-Clarke remporte la médaille de bronze du 800 m des championnats du monde en salle de Birmingham en 1 min 59 s 81, nouveau record personnel. Elle est devancée par le tenante du titre Francine Niyonsaba (1 min 58 s 31) et Ajeé Wilson (1 min 58 s 99).

## Palmarès
| Date | Compétition                       | Lieu       | Résultat | Épreuve | Temps         |
| ---- | --------------------------------- | ---------- | -------- | ------- | ------------- |
| 2015 | Championnats du monde             | Pékin      | 5e       | 800 m   | 1 min 58 s 99 |
| 2017 | Championnats d'Europe en salle    | Belgrade   | 2e       | 800 m   | 2 min 00 s 39 |
| 2018 | Championnats du monde en salle    | Birmingham | 3e       | 800 m   | 1 min 59 s 81 |
| 2018 | Championnats d'Europe             | Berlin     | 8e       | 800 m   | 2 min 02 s 26 |
| 2019 | Championnats d'Europe en salle    | Glasgow    | 1re      | 800 m   | 2 min 02 s 58 |
| 2019 | Championnats d'Europe par équipes | Bydgoszcz  | 2e       | 800 m   | 2 min 02 s 45 |

## Records
| Épreuve | Épreuve   | Temps         | Lieu       | Date         |
| ------- | --------- | ------------- | ---------- | ------------ |
| 800 m   | Plein air | 1 min 58 s 86 | Pékin      | 27 août 2015 |
| 800 m   | En salle  | 1 min 59 s 81 | Birmingham | 4 mars 2018  |